# Parapirga neurabrunnea
Parapirga neurabrunnea är en fjärilsart som beskrevs av George Thomas Bethune-Baker. Parapirga neurabrunnea ingår i släktet Parapirga och familjen tofsspinnare. Inga underarter finns listade i Catalogue of Life.